# Pamela Chepchumba
Pamela Chepchumba (* 8. März 1979 in Kapsait, Rift Valley) ist eine kenianische Langstreckenläuferin.
Bereits als 13-Jährige wurde sie von ihrem Verband zu den Crosslauf-Weltmeisterschaften geschickt, an der sie viermal als Juniorin teilnahm, mit einem zweiten Platz 1993 als bester Platzierung. In der zweiten Hälfte der 1990er Jahre konzentrierte sie sich auf ihre Schulausbildung und kehrte erst 2000 in das Nationalteam zurück.
2000 und 2002 wurde sie Fünfte bei den Halbmarathon-Weltmeisterschaften. 2001 wurde sie Fünfte der Crosslauf-Weltmeisterschaften, 2002 Neunte. 
Auch bei Straßenläufen in Deutschland war sie erfolgreich. 1998 und 1999 siegte sie bei der Nacht von Borgholzhausen. 2001 stellte sie bei ihrem Sieg im Paderborner Osterlauf mit 31:27 min ihre Bestzeit über 10 km auf.
2003 machte sie Schlagzeilen, als sie am Vorabend der Crosslauf-Weltmeisterschaften positiv auf Erythropoetin (EPO) getestet wurde. Dies war das erste Mal, dass ein Leichtathlet aus Kenia in einen Dopingfall der Kategorie A (EPO und Steroide) verstrickt war. Nachdem auch die B-Probe Spuren von EPO aufwies, wurde sie von ihrem Verband für zwei Jahre gesperrt. 
Nach Ablauf dieser Frist wandte sie sich dem Marathon zu. 2006 wurde sie Dritte beim Paris-Marathon in 2:29:48 h, danach Zweite beim Peking-Marathon.
Im Jahr darauf wurde sie Sechste bei den Crosslauf-Weltmeisterschaften, gewann Bronze bei den Straßenlauf-Weltmeisterschaften 2007 in ihrer Halbmarathon-Bestzeit von 1:08:06 h und siegte beim Mailand-Marathon in 2:25:36 h. 2008 wurde sie Zweite beim Hamburg-Marathon und in Mailand.
Pamela Chepchumba entstammt einer Familie mit zehn Geschwistern. Ihr jüngerer Bruder Nicholas Kipruto Koech begann 2006 mit einer Karriere als Straßenläufer. 2000 heiratete sie ihren Kollegen Boaz Kimaiyo, mit dem sie zwei Töchter hat. Als ihr Trainer und Manager fungierte zeitweise Volker Wagner.